# Museu Arxiu Municipal de Calella Josep Maria Codina i Bagué
El Museu Arxiu Municipal de Calella Josep Maria Codina i Bagué, també conegut com a Museu-Arxiu de Calella és un museu municipal, instal·lat en un casal del segle xvii connectat per un gran pati amb l'arxiu, que es troba en un edifici de nova planta que dona al carrer de Bartrina de Calella. El museu mostra la tradició i l'obra de diversos artistes locals. L'origen data del 1959, tot i que no s'obrí al públic fins al 1979.
Té un interès especial el fons documental conservat a l'Arxiu Històric, nodrit amb l'aportació de diverses famílies calellenques, amb pergamins que es remunten al segle xi i que permeten resseguir la història de la ciutat des dels seus orígens.

## Edifici
Casa noble situada a l'antic carrer de la Pansa, molt a prop de les Escoles Pies. Pel portal rodó i les finestres degué ser construïda a mitjans del segle xvii i principis del xviii. Cal destacar les restes del matacà a la part superior de l'edifici, molt propi de les edificacions coetànies o anteriors dels carrers pròxims.
Aquesta casa es tracta de Can March, lloc on s'allotjà el Consell de la ciutat a principis del segle xviii. Durant molts anys fou la presó del municipi, fins ben entrat el segle xx, quan s'hi instal·là l'arxiu i una gran col·lecció de troballes arqueològiques.

## Exposició permanent
L'exposició permanent tracta sobre la història de Calella i del Maresme. Ofereix una gran diversitat d'objectes patrimonials: minerals, fòssils, materials arqueològics, rajoles, ceràmica popular, maquinària tèxtil, mostraris de gèneres de punt, eines d'oficis tradicionals, documents, vestits, robes, brodats... També hi ha la pinacoteca dedicada a Lluís Gallart i Garcia, l'antiga farmàcia Barri de començament del segle XX i la reproducció d'una cuina antiga.

### Arqueologia
El Museu exposa restes arqueològiques de diferents períodes, tot i que se centra en peces ibèriques i romanes com lluernes, ungüentaris, monedes i àmfores, algunes procedents del jaciment romà d'El Mujal. En aquest espai es poden veure des de peces de teler del segle ii aC, fins a un fragment de doli romà que servia per emmagatzemar oli o cereal. Cal fer esment especial a la col·lecció de vasos de ceràmica sigil·lada aretina (d'Arezzo), entre els segles I-II dC, de caràcter primerenc.

### Ceràmica
S'exhibeix una mostra de ceràmica catalana blava, principalment de finals del segle xviii a principis del xx. Es troben rajoles del segle xviii amb els oficis de l'època i d'altres noucentistes del xx. Destaca un plafó del segle xvii amb una representació de Santa Madrona davant del port de Barcelona. Són també remarcables les teules vidriades i les rajoles andaluses trobades a la Torre dels Anglesos o el fragment d'un plat de color verd manganès.

### Maquinària tèxtil
El fons material del Museu inclou màquines de cosir familiars com una Kaiser de llançadora de fabricació alemanya de 1870 o una Singer anglesa de cadeneta de 1878. Entre les màquines espanyoles destaquen una Veritas i una Santasusana de 1925 o una Gratovil de l'any 1940. La col·lecció s'amplia amb màquines industrials per a la confecció de mitges i gèneres de punt. Cal fer esment d'una màquina tèxtil feta de fusta, una de les més antigues de la comarca.

### Oficis i vida domèstica
L'espai mostra eines de diferents oficis artesans com les garlopes per allisar la fusta, les tornagauxes per acoblar els taps de les bótes, les aixes per a la fabricació d'embarcacions o el gat manual per aixecar grans pesos. S'exhibeix una premsa de vi del segle xix, una màquina refinadora d'ametlles de 1910 o un molí manual per moldre cacau i fer xocolata anterior a 1850. Especial menció a una romana de 1841, uns pesos metàl·lics usats abans de la implantació del sistema mètric decimal, una xocolatera o una embotidora del segle xix.

### Farmàcia modernista
La farmàcia Barri data del 1919, quan Lluís Barri i Caballé va arribar a Calella. L'espai recupera l'estructura de l'antiga farmàcia modernista. El taulell principal està envoltat per prestatgeries plenes de recipients d'apotecari de diferents èpoques i estils, balances de precisió, densímetres o pindolers. Darrere del taulell per despatxar i a sota d'un gran rellotge de paret amb incrustacions d'ivori, es troba la rebotiga on s'exhibeixen els pots més antics, datats al segle xviii. La col·lecció presenta recipients per a diferents usos com pólvores, tintures i xarops guardats a un cordialer.

### Indumentària
Importants col·leccions del passat tèxtil de Calella amb vestits, casulles, estoles, brodats, blondes o puntes de coixí cedides per famílies del municipi. Al fons de peces es poden trobar vestits femenins del segle xviii al XX molt ben conservats o casaques d'adult i infant del segle xviii. Del segle xix es poden admirar un joc de llit brodat, un mantó de Manila fet a mà o un vestit de núvia. El visitant pot veure els coixins de punta que feien servir les puntaires per treballar. Entre els elements més antics destaquen un cos de seda groga de 1719 i una armilla de vellut de 1799. Dins la sala principal de la col·lecció s'exhibeix la fotografia familiar del prohom calellenc Josep Martorell Cuní i els seus parents, amb posats i vestits característics de l'època. Els Martorell de Calella i Barcelona van mantenir importants contactes i interessos transatlàntics durant tot el segle xix.